# Chris Baay
Johannes Christiaan (Chris) Baay (Amsterdam, 6 maart 1904 – aldaar, 9 januari 1991) was een Nederlands acteur.
Baay was aanvankelijk als ambtenaar werkzaam en begon pas later aan een loopbaan als acteur. Zijn toneeldebuut maakte hij bij het Nederlands Toneel, dat toen geleid werd door Albert van Dalsum en Eduard Verkade. Later was hij ook actief bij het Residentie Toneel, indertijd onder leiding van Dirk Verbeek. 
Baay werkte na de oorlog aan zeer veel televisieproducties mee en was tot op hoge leeftijd actief. Hij overleed in 1991 op 86-jarige leeftijd en werd begraven op Zorgvlied. 

## Filmografie (selectie)
- 1935: De kribbebijter
- 1936: Klokslag twaalf
- 1939: Morgen gaat 't beter
- 1939: De spooktrein
- 1940: Ergens in Nederland
- 1949: Een koninkrijk voor een huis
- 1949: LO/LKP
- 1957: Kleren maken de man
- 1958: Cesare
- 1959: The last Blitzkrieg
- 1959: Het concert
- 1961: Je kunt toch niet aan alles denken
- 1961: School voor volwassenen
- 1962: De overval
- 1964: Herrie om Harry
- 1965: Vrouwtje Bezemsteel
- 1965: Ik kom wat later naar Madra
- 1969: Drop out
- 1976: Alle dagen feest
- 1979: Ons goed recht